# Dare (The Human League)
Dare è il terzo album del gruppo britannico The Human League, pubblicato dalla Virgin Records nel 1981.
Nel mercato statunitense è stato pubblicato con il titolo Dare!

## Il disco
Lo stile dell'album è il risultato della rapida evoluzione degli Human League da gruppo d'avanguardia sperimentale a band di pop elettronico commerciale sotto la guida creativa di Philip Oakey a seguito della dipartita dal gruppo dei membri fondatori Martyn Ware e Ian Craig Marsh. Dare venne ben accolto dalla critica e si rivelò album di capitale importanza per lo sviluppo di generi quali il pop elettronico, risultando influente in molte altre aree musicali. Il disco e i quattro singoli da esso estratti, in particolare Don't You Want Me, riscossero enorme successo, con l'album che si piazzò in vetta alla classifica in Gran Bretagna venendo certificato successivamente triplo disco di platino dalla British Phonographic Industry.
L'album diede vita anche all'album remix Love and Dancing, pubblicato dal gruppo sotto il nome di The League Unlimited Orchestra nel 1982. L'album, uno dei primi del genere, consiste in versioni rimixate di vari brani di Dare più Hard Times, il lato B del singolo Love Action (I Believe in Love). I due album furono pubblicati insieme su un unico compact disc nel 2002.

## Tracce
Lato A
1. The Things that Dreams Are Made Of – 4:14 (Oakey, Wright)
2. Open Your Heart – 3:53 (Callis, Oakey)
3. The Sound of the Crowd – 3:56 (Burden, Oakey)
4. Darkness – 3:56 (Callis, Wright)
5. Do or Die – 5:25 (Burden, Oakey)

Lato B
1. Get Carter – 1:02 (Budd)
2. I Am the Law – 4:09 (Oakey, Wright)
3. Seconds – 4:58 (Callis, Oakey, Wright)
4. Love Action (I Believe in Love) – 4:58 (Burden, Oakey)
5. Don't You Want Me – 3:56 (Callis, Oakey, Wright)

## Classifiche

### Classifiche settimanali
| Classifica (1981/82) | Posizione massima |
| -------------------- | ----------------- |
| Australia            | 3                 |
| Canada               | 1                 |
| Finlandia            | 2                 |
| Francia              | 5                 |
| Germania             | 19                |
| Italia               | 15                |
| Norvegia             | 6                 |
| Nuova Zelanda        | 1                 |
| Paesi Bassi          | 11                |
| Regno Unito          | 1                 |
| Stati Uniti          | 3                 |
| Svezia               | 1                 |

### Classifiche di fine anno
| Classifica (1981) | Posizione |
| ----------------- | --------- |
| Regno Unito       | 3         |
| Classifica (1982) | Posizione |
| Australia         | 2         |
| Canada            | 10        |
| Francia           | 6         |
| Nuova Zelanda     | 6         |
| Regno Unito       | 8         |
| Stati Uniti       | 29        |

## Curiosità
- Il celebre giornalista rock Lester Bangs morì nel 1982, a 33 anni, per un'overdose accidentale di destropropossifene, diazepam e NyQuil.[20] Quando spirò stava ascoltando l'album Dare degli Human League.[21]